# Agrochola variegata
Agrochola variegata là một loài bướm đêm trong họ Noctuidae.